# Síndrome autoinflamatorio familiar inducido por frío
El síndrome autoinflamatorio familiar inducido por el frío, conocido por FCAS por sus siglas en inglés (familiar cold-induced autoinflammatory syndrome) es una enfermedad de origen genético que se incluye dentro del grupo de trastornos llamados síndromes periódicos asociados a criopirina o CAPS (cryopyrin-associates periodic syndromes).
El trastorno se hereda según un patrón autosómico dominante y está provocado por una mutación del gen que codifica la criopirina, situado en el cromosoma 1 humano. Los síntomas principales aparecen de modo característico después de la exposición a bajas temperaturas, a veces con un periodo intermedio o de latencia de entre 12 y 24 horas, consisten en episodios de urticaria acompañados por fiebre o febrícula, malestar general y en ocasiones dolor abdominal, conjuntivitis y dolor en las articulaciones. Estos episodios se repiten frecuentemente, siempre tras exposición al frío o cambios bruscos de temperatura.
La enfermedad debe distinguirse de la urticaria a frigore o urticaria provocada por exposición al frío, la cual aunque puede tener unas manifestaciones en la piel parecidas, no se acompaña de otros síntomas, no es de herencia familiar, el tiempo de aparición entre la exposición al frío y la aparición de urticaria es más breve, y puede provocarse por la aplicación en la piel de hielo, cosa que no ocurre en el síndrome autoinflamatorio familiar inducido por el frío.